# Бістатичний радар

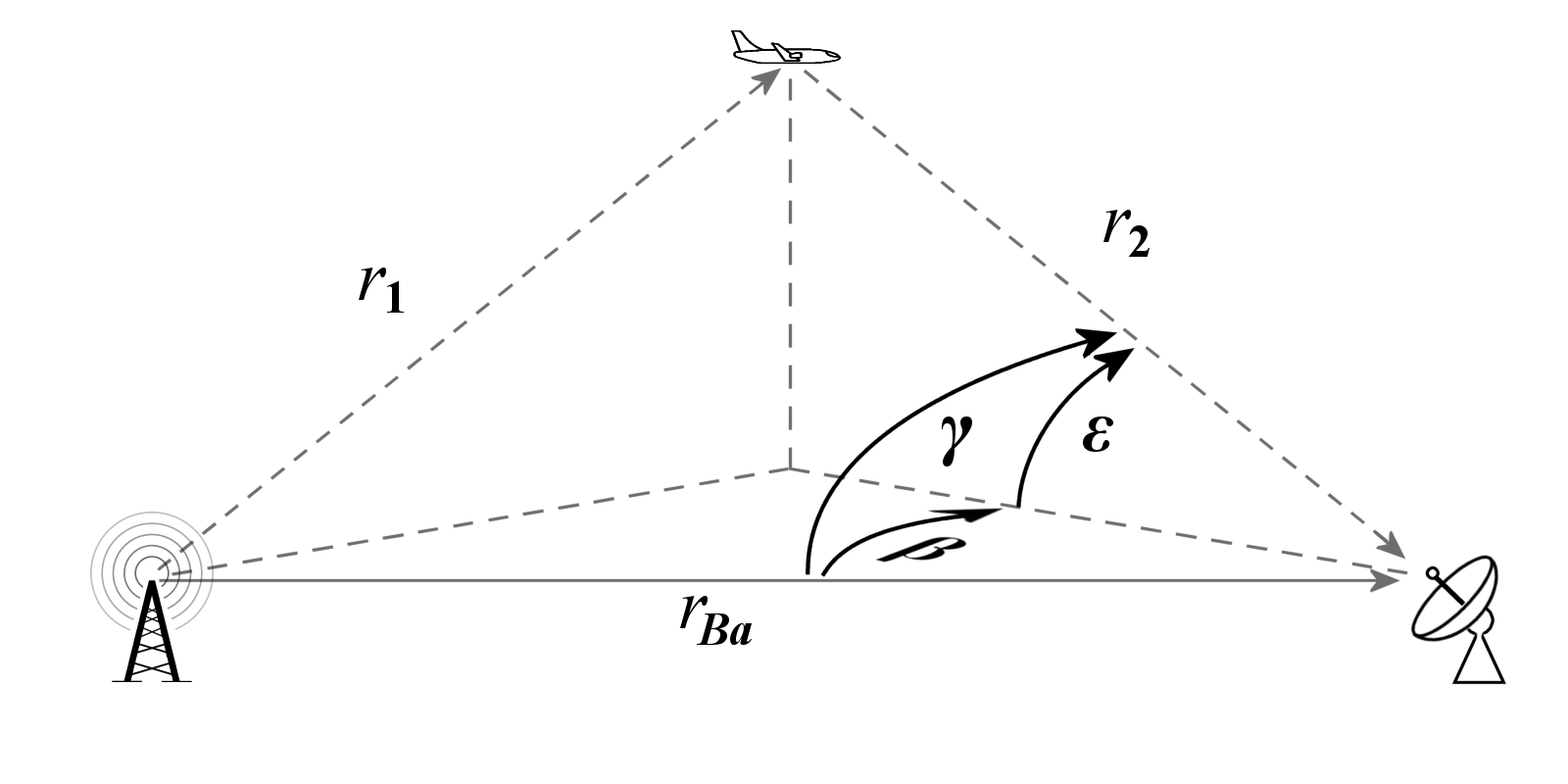
Схема бістатичного радара

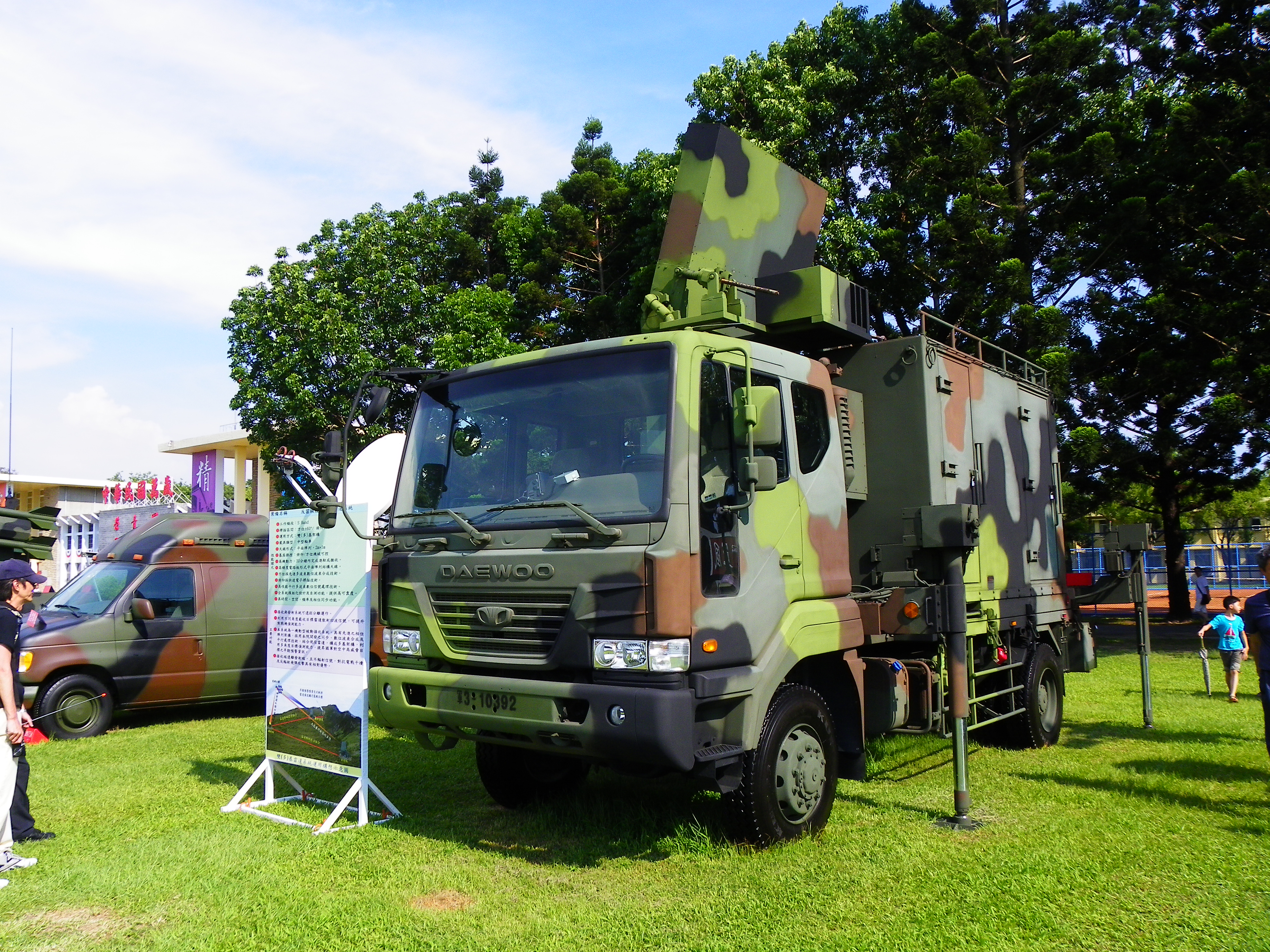
Пасивна приймальна система бістатичного радара від Чжуншаньський інститут науки й технології на Тайвані

Бістатичний радар або рознесена радіолокаційна система — радіолокаційна система, що складається з передавача та приймача, які розділені відстанню, порівнянною з відстанню до цілі. Звичайний же радар, у якому передавач і приймач розташовані поруч, називається моностатичним радаром. Система, що містить кілька просторово рознесених моностатичних або бістатичних радіолокаційних компонентів із спільною зоною покриття, називається мультистатичним радаром. Багато ракетних систем «повітря-повітря» та «земля-повітря» великої дальності використовують напівактивне радіолокаційне самонаведення, яке є різновидом бістатичного радара.

## Типи

### Псевдомоностатичні радари
Деякі радіолокаційні системи можуть мати окремі передавальні та приймальні антени, але якщо кут між передавачем, ціллю та приймачем близький до нуля, вони все одно розглядаються як моностатичні або псевдомоностатичні. Наприклад, деякі високочастотні радіолокаційні системи дуже великої дальності можуть мати передавач і приймач, розділені кількома десятками кілометрів, але, оскільки очікувана дальність до цілі становить близько 1000–3500 км, вони не вважаються дійсно бістатичними і називаються псевдомоностатичними.

### Радари переднього розсіювання
У деяких конфігураціях бістатичні радари можуть бути розроблені для роботи в конфігурації, подібній до огорожі, виявляючи цілі, які проходять між передавачем і приймачем, з бістатичним кутом близько 180 градусів. Це окремий випадок бістатичного радара називається радаром прямого розсіювання за механізмом, за напрямком, в якому енергія розсіюється ціллю. У радарі прямого розсіювання може бути змодельовано за принципом Бабіне та є потенційним засобом протидії літакам-невидимкам, оскільки за такої геометрії ефективна площа розсіювання визначається виключно силуетом літака, видимим з передавача, і на нього не впливають покриття або форми, здатні зменшувати розсіяний сигнал від моностатичного радара. Ефективна площа розсіювання в цьому режимі обчислюється як σ=4πA²/λ², де A – площа силуету, а λ – довжина хвилі радара. Однак відстеження цілі для радарів прямого розсіювання є дуже складним, оскільки інформаційний вміст у вимірюваннях дальності, пеленгу та допплерівського зсуву стає дуже низьким (усі ці параметри прагнуть до нуля, незалежно від розташування й руху цілі).

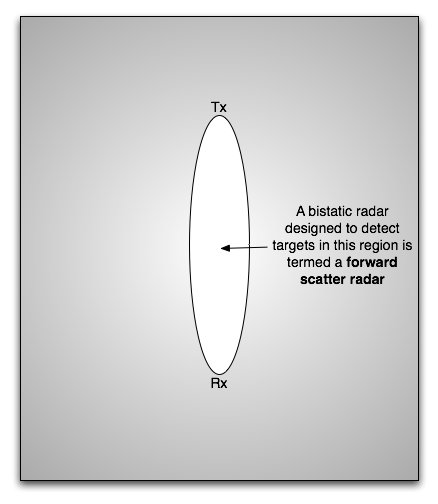
Ілюстрація геометрії прямого розсіювання

### Мультистатичний радар
Мультистатична радарна система — це система, яка містить принаймні три компоненти — наприклад, один приймач і два передавачі, або два приймачі й один передавач, або кілька приймачів і кілька передавачів. Вона є узагальненням бістатичної радіолокаційної системи.

### Пасивний радар
Бістатичний або мультистатичний радар, який використовує можливості нерадіолокаційних передавачів, називається системою пасивного когерентного локатора або пасивним прихованим радаром.
Будь-який радар, який не посилає активних електромагнітних імпульсів, називають пасивним радаром. Пасивна когерентна локація — це особливий тип пасивного радара, який використовує сигнали сторонніх передавачів, зокрема комерційних сигналів.

## Переваги та недоліки
Основні переваги бістатичного та мультистатичного радара включають:
- Менші витрати на придбання та обслуговування (якщо використовується передавач стороннього виробника).
- Робота без зазору частоти (при використанні стороннього передавача).
- Прихована робота приймача.
- Підвищена стійкість до електронних засобів протидії, оскільки місцезнаходження приймача потенційно невідоме.
- Можливе посилення ефективної площі розсіювання цілі за рахунок геометричних ефектів.
- Окремий приймач дуже легкий і мобільний, а передавач може бути дуже важким і потужним (ракета «земля-повітря»).

Основні недоліки бістатичного та мультистатичного радара включають:
- Складність системи.
- Витрати на забезпечення зв'язку між передавачем і приймачем.
- Відсутність контролю над передавачем (при експлуатації стороннього передавача).
- Важче розгорнути.
- Зменшене покриття на низькій висоті через необхідність прямої видимості з кількох місць.

## Геометрія

### Кут

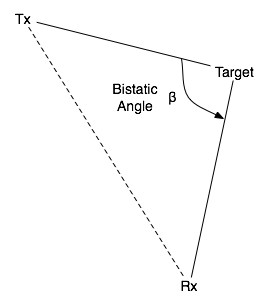
Ілюстрація бістатичного кута

Бістатичний кут — це кут між передавачем, ціллю та приймачем у бістатичному радарі. Коли він точно дорівнює нулю, радар є моностатичним, коли він близький до нуля, радар є псевдомоностатичним, а коли він близький до 180 градусів, радар є радаром прямого розсіювання. В інших випадках радар просто описується як бістатичний радар. Бістатичний кут є важливим фактором у визначенні ефективної площі розсіювання цілі.

### Дальність

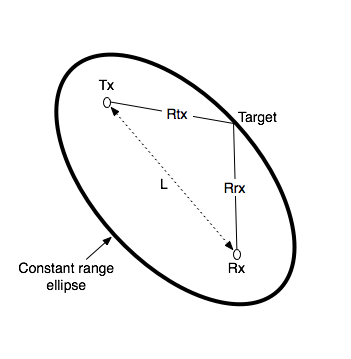
Геометрія визначення дальності у бістатичній локації

Приймач вимірює різницю в часі надходження сигналу безпосередньо від передавача та сигналу, відбитого від цілі. Це визначає еліпс постійної бістатичної дальності, який називається контуром ізодальності, на якому лежить ціль, з фокусами, зосередженими на передавачі та приймачі. Якщо ціль знаходиться на відстані Rrx від приймача та Rtx від передавача, а приймач і передавач знаходяться на відстані L один від одного, тоді бістатична дальність дорівнює Rrx + Rtx - L. Рух цілі викликає швидкість зміни бістатичної дальності, що призводить до так званого бістатичного доплерівського зсуву.
В тривимірному випадку точки сталої бістатичної дальності утворюють еліпсоїд з фокусами в точках розташування передавача та приймача. Бістатичні контури сталої дальності знаходяться там, де еліпсоїд перетинає землю. Коли поверхня рівна, цей перетин утворює еліпс.

### Доплерівський зсув
Бістатичний доплерівський зсув є проявом ефекту Доплера, який спостерігається за допомогою радіолокаційної або гідролокаційної системи з рознесеними передавачем і приймачем. Доплерівський зсув викликаний сумою компонентів швидкості об'єкта в напрямку передавача і в напрямку приймача. Він також пропорційний швидкості зміни бістатичної дальності з часом.
У бістатичному радарі з довжиною хвилі λ, де відстань між передавачем і ціллю дорівнює Rtx, а відстань між приймачем і ціллю дорівнює Rrx, бістатичний доплерівський зсув частоти обчислюється як:
{\displaystyle f=-{\frac {1}{\lambda }}{\frac {d}{dt}}(R_{tx}+R_{rx})}
Об’єкти, що рухаються уздовж лінії, що з’єднує передавач і приймач, завжди матимуть доплерівський зсув 0 Гц, як і об’єкти, що рухаються навколо еліпса сталої бістатичної відстані.

## Зображення
Бістатичне зображення — це техніка радіолокаційного зображення з використанням бістатичного радара. Результатом є більш детальне зображення, ніж те, що було б отримано за допомогою лише одного радара. Бістатичне зображення може бути корисним для розрізнення льоду та каміння на поверхні віддаленої цілі, такої як Місяць, завдяки різниці у відбитті радіохвиль від цих матеріалів — на льоді радарні прилади виявлятимуть «об’ємне розсіювання», а на камені буде спостерігатись більш звичайне поверхневе розсіювання.